# 鎧地蔵堂
鎧地蔵堂（よろいじぞうどう）は、奈良県奈良市紀寺町にある地蔵堂である。紀寺町中においても通称「笠屋町」と呼ばれる一帯の角にあり、道を隔てて南側は通称「地蔵町」と呼ばれる。本尊として鎧地蔵石像をまつる。

## 歴史
福智院伽藍古絵図によると、福智院敷地境界の四隅に勝軍地蔵の祠が描かれており、この鎧地蔵堂が巽角の勝軍地蔵祠である可能性がある。ただし、鎧地蔵尊縁起には福智院勝軍地蔵に関する記録はない。
縁起では、「笠屋町の大火の際、この堂の隅にまで火の手が迫ったが、火災には至らなかった」と記されており、また町内では、「第二次世界大戦において、笠屋町出身兵士の戦死者が出なかったのは鎧地蔵のおかげ」と信仰を集めている。毎年7月23日の地蔵盆は盛大に行われる。

## 仏像
堂内の須弥壇中央に厨子が安置され、厨子内奥に本尊の鎧地蔵石像が置かれている。本尊の前立として、木彫の鎧地蔵像も安置されている。左脇壇に2体の阿弥陀如来立像、右脇壇には弘法大師坐像とかなり大きな阿弥陀如来坐像が置かれている。

### 鎧地蔵石像
高さ75センチメートル。長方形の石に、宝珠と錫杖を持ち、甲冑に身をかためた騎馬姿の地蔵菩薩が、半肉で陽刻されている。右脇侍として不動明王、左脇侍に毘沙門天が同様に陽刻され、像下方には三尊の種子や「天火清浄/五火清滅」といった言葉が刻まれている。鎧地蔵は愛宕権現の本地仏とされ、安産に霊験があると伝わっている。石仏の作られた年代は明らかではないが、鑑定によると室町時代の作とされる。